# Wielka Nieszawka (gemeente)
De gemeente Wielka Nieszawka is een landgemeente in het Poolse woiwodschap Koejavië-Pommeren, in powiat Toruński.
De zetel van de gemeente is in Wielka Nieszawka.
Op 30 juni 2004 telde de gemeente 3797 inwoners.

## Oppervlakte gegevens
In 2002 bedroeg de totale oppervlakte van gemeente Wielka Nieszawka 216,28 km², waarvan:
- agrarisch gebied: 8%
- bossen: 55%

De gemeente beslaat 17,59% van de totale oppervlakte van de powiat.

## Demografie
Stand op 30 juni 2004:
| Omschrijving                   | Totaal | Totaal | Vrouwen | Vrouwen | Mannen | Mannen |
| ------------------------------ | ------ | ------ | ------- | ------- | ------ | ------ |
| eenheid                        | aantal | %      | aantal  | %       | aantal | %      |
| inwoners                       | 3797   | 100    | 1937    | 51      | 1860   | 49     |
| bevolkingsdichtheid (inw./km²) | 17,6   | 17,6   | 9       | 9       | 8,6    | 8,6    |

In 2002 bedroeg het gemiddelde inkomen per inwoner 1598,24 zł.

## Administratieve plaatsen (sołectwo)
- Brzoza
- Cierpice
- Mała Nieszawka
- Wielka Nieszawka

## Overige plaatsen
Brzeczka, Chorągiewka, Cierpiszewo, Dybowo, Kąkol, Małe Jarki, Popioły.

## Aangrenzende gemeenten
Aleksandrów Kujawski, Gniewkowo, Lubicz, Obrowo, Rojewo, Solec Kujawski, Toruń, Zławieś Wielka